# Піноккіо (фільм, 1940)
«Піноккіо» (англ. Pinocchio) — другий повнометражний мультфільм Волта Діснея. Екранізація твору Карло Коллоді. Фільм відзначений двома преміями «Оскар». Американська Кіноасоціація присудила рейтинг G, що означає відсутність вікових обмежень.

## Сюжет
Блакитна Фея оживила ляльку-маріонетку, але щоб стати справжнім хлопчиком, герою необхідно у добрих справах проявити хоробрість та чесність. І ось довгоносий непосида та його совісний друг — Джиміні Цвіркун вирушають на зустріч найнеймовірнішим пригодам.
Вони зустрінуть злого лялькаря Стромболі, заглянуть на оманливий острів Задоволення, де неслухняні хлопчики перетворюються на ослів на продаж, та навіть побувають в череві жахливого кита Монстро, що проковтнув батька Піноккіо — майстра Джеппето.

## Нагороди
Премія «Оскар» за найкращу пісню «Якщо мрію маєш ти» і за найкращий оригінальний саундтрек.

## Український дубляж
Мультфільм дубльовано студією «Le Doyen» на замовлення компанії «Disney Character Voices International» у 2017 році.
- Режисер дубляжу — Максим Кондратюк
- Перекладач — Надія Бойван
- Перекладач пісень — Ілля Чернілевський
- Музичний керівник — Іван Давиденко
- Звукорежисер — Фелікс Трескунов
- Звукорежисер перезапису — Михайло Угрин
- Творчий консультант — Рішард Кунце

### Ролі дублювали
- Єгор Орлов — Піноккіо
- Юрій Висоцький — Джеппето
- Олександр Ярема — Цвіркун
- Юлія Перенчук — Блакитна фея
- Володимир Кокотунов — Чесний Джон
- Михайло Кришталь — Стромболі
- Павло Лі — Ґніт
- Євген Пашин — Кучер

### А також
- Дмитро Вікулов
- В'ячеслав Дудко
- Максим Кондратюк
- Віктор Григор'єв

### Пісні виконували
- Тетяна Піроженко
- Ольга Нека
- Світлана Заря
- Сергій Юрченко
- Євген Анішко
- Володимир Трач

## Цікаві факти
- Мультфільм значно відрізняється від оригінальної казки: багато сцен та персонажів відсутні, а Джеппето не настільки бідний, як в оригіналі.
- В мультфільмі місцями використовується тотальна анімація.
- В мультфільмі Піноккіо не до кінця перетворюється на осла (видно тільки вуха та хвіст), на відміну від оригіналу, в якому він перетворюється на осла повністю, але дуже швидко стає попереднім, коли риби згризли з нього ослячу шкуру.
- Танець Блакитної Феї був змальований з реальної танцівниці Мардж Чемпіон.